# Saint-Père-sur-Loire
Saint-Père-sur-Loire è un comune francese di 1 030 abitanti situato nel dipartimento del Loiret nella regione del Centro-Valle della Loira.

## Storia

### Simboli
Lo stemma di Saint-Père-sur-Loire è stato adottato il 20 ottobre 2000.
Lo composizione dello stemma evidenzia lo stretto rapporto di Saint-Père-sur-Loire con la Loira poiché lo sviluppo della località è strettamente legato a questo fiume fin dall'epoca gallo-romana. Le ancore rappresentano l'attività del suo porto, importante nodo di comunicazione, caratterizzato da un intenso traffico di persone e merci; la catena fa riferimento alle catene che servivano ai marinai per attraccare le barche ed è anche un attributo di san Pietro, patrono del paese. Una leggenda narra che san Pietro apparve un tempo ai pescatori locali. Il falco è simbolo di san Teobaldo a cui nel 1606 fu dedicata un'importante cappella nella zona lungo il fiume chiamata Saint-Thibault.

## Monumenti e luoghi d'interesse
- Chiesa di San Pietro. Costruita nel 1957-1959, sostituisce, nel centro del paese, l'antica chiesa che si trovava sulle rive della Loira e che fu distrutta da un bombardamento il 6 luglio 1944.

## Società

### Evoluzione demografica
Abitanti censiti